# Taxiphyllum whittierianum
Taxiphyllum whittierianum là một loài Rêu trong họ Hypnaceae. Loài này được H.A. Mill. & D.R. Sm. mô tả khoa học đầu tiên năm 1968.